# GP Schwarzwald
Der Grand-Prix Schwarzwald, ab 2005 unter dem Namen GP Triberg-Schwarzwald geführt, war ein jährlich stattfindendes internationales Straßenradrennen.
Durch das bergige Profil mit regelmäßig um die 4.000 Höhenmetern galt es als schwerstes Eintagesrennen in Deutschland. Es war Teil der UCI Europe Tour in UCI-Kategorie 1.1.
Erstmals wurde das Rennen im Jahr 2002 ausgetragen. Ab 2003 startete und endete es in der Schwarzwaldgemeinde Triberg.
Mit Beschluss des Triberger Stadtrats vom 8. Juli 2009 wurde die Veranstaltung eingestellt.
Der GP Triberg-Schwarzwald war 2009 Teil der Rennserie Internationale Deutsche Meisterschaft (TUI-Cup).

## Sieger
| - 2009 Heinrich Haussler - 2008 Mathias Frank - 2007 Radoslav Rogina | - 2006 Jure Golčer - 2005 Fabian Wegmann - 2004 Markus Fothen | - 2003 Torsten Hiekmann - 2002 Jorgen Bo Petersen |